# Richard Fleischer
Pour les articles homonymes, voir Fleischer.
Richard Fleischer est un réalisateur américain, né le 8 décembre 1916 à Brooklyn (New York) et mort le 25 mars 2006 au Motion Picture and Television Hospital de Woodland Hills (Los Angeles). Sa carrière s'étend sur plus de quatre décennies, de l'apogée de l'âge d'or d'Hollywood à la période du Nouvel Hollywood. 
Bien qu'il ait réalisé des films dans de nombreux genres et styles, il est surtout connu pour ses films à gros budget dit « tentpole (en) »,, notamment Vingt Mille Lieues sous les mers (1954), Les Vikings (1958), Barabbas (1961), Le Voyage fantastique (1966), le film musical L'Extravagant Docteur Dolittle (1967), le film de guerre Tora ! Tora ! Tora ! (1970), le film d'anticipation Soleil vert (1973), le drame d'époque controversé Mandingo (1975), et les adaptations de Robert E. Howard, Conan le Destructeur (1984) et Kalidor, la légende du talisman (1985). Ses autres réalisations incluent le documentaire primé aux Oscars Design for Death (1947), le film noir graveleux L'Énigme du Chicago Express (1952), les drames policiers Le Génie du mal (1959), L'Étrangleur de Boston (1968) et L'Étrangleur de la place Rillington (1971), le film de mafia Don Angelo est mort (1973), le film de cape et d'épée Le Prince et le Pauvre (1977), la reprise de 1980 du Chanteur de jazz et le film d'horreur Amityville 3D : Le Démon (1983). 
Fleischer a travaillé avec plusieurs des plus grandes stars hollywoodiennes de son époque, notamment Kirk Douglas, Robert Mitchum, James Mason, Robert Wagner, Tony Curtis, Louis Jourdan, Jean Hagen, Victor Mature, Richard Egan, Ray Milland, Farley Granger, Orson Welles, Diane Varsi, Anthony Quinn, Stephen Boyd, Rex Harrison, Anthony Newley, Mia Farrow, George C. Scott, Charles Bronson, Richard Attenborough, Charlton Heston, Lee Marvin, Glenda Jackson, Eddie Deezen et Arnold Schwarzenegger. Il était connu pour sa polyvalence, capable de travailler dans presque tous les genres dans des conditions et des budgets très variables, ce qui en faisait un choix attractif pour les producteurs. Bien qu'il n'ait jamais été considéré comme un auteur et n'ait pas été un artiste très reconnu, beaucoup de ses films se sont révélés être des réussites commerciales et critiques, remportant des distinctions et étant parmi les longs métrages les plus rentables de leurs années de sortie respectives.

## Biographie

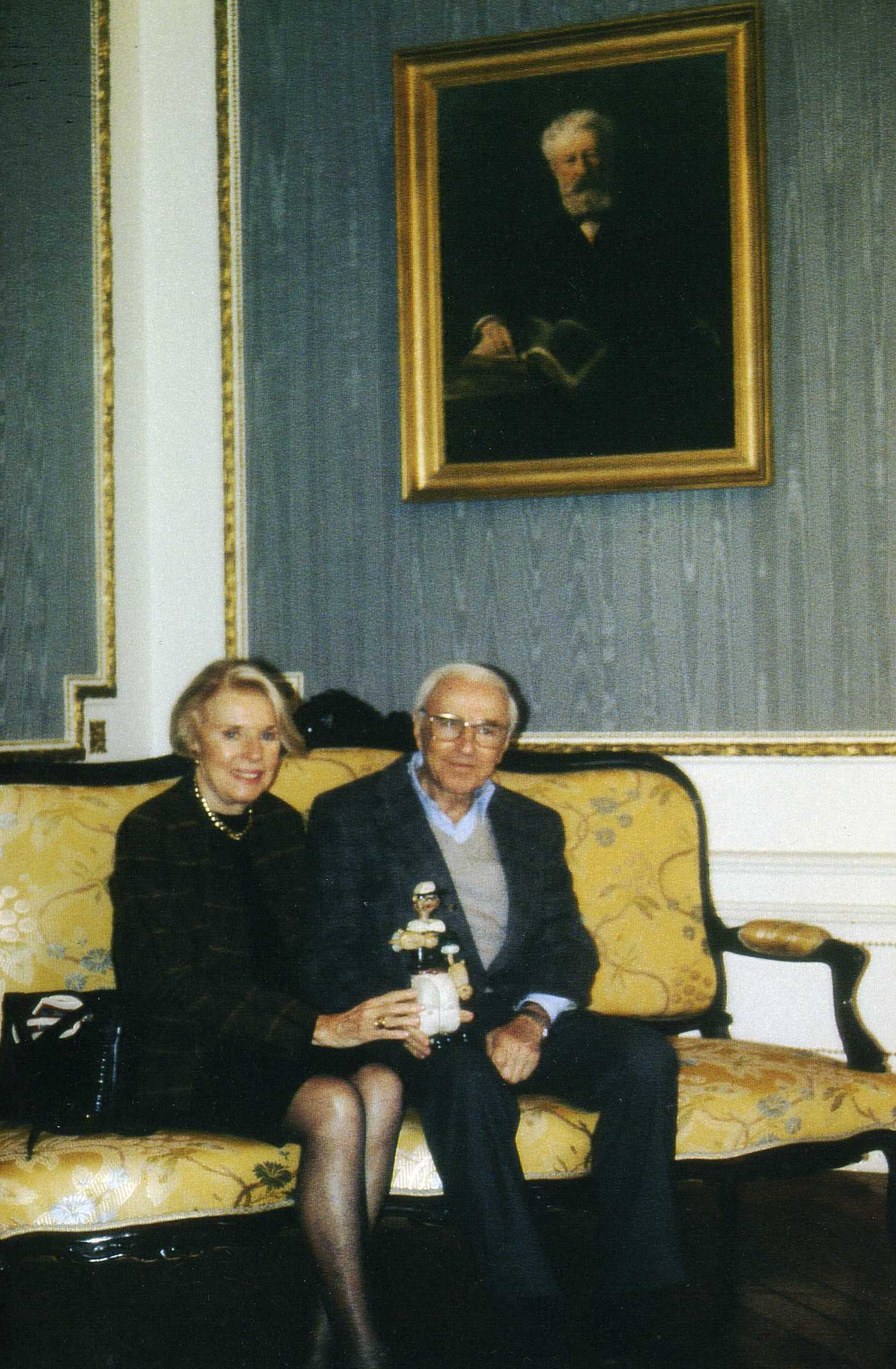
Richard Fleischer et sa femme, posant avec une figurine de Popeye le marin dans la maison de Jules Verne, au 2 rue Charles Dubois à Amiens (1989).

Il est le fils de l'un des pionniers de l'animation, Max Fleischer, le producteur de Popeye et de Betty Boop.
Il tente d'abord de devenir acteur, mais il est engagé comme monteur de films d'actualités pour la RKO Pictures ; il réalise ensuite des courts métrages, puis des films de série B, et enfin des films à gros budget avec des grandes vedettes, passant en cours de route à la Fox et à la MGM.
En 1953, Fleischer est engagé par Walt Disney Pictures pour résoudre la complexité technique du tournage de Vingt Mille Lieues sous les mers (1954) en raison de son travail sur le format CinemaScope avec le film Arena (1953). Avant d’accepter, Fleischer demanda à son père la permission de travailler pour Disney. En effet, Max Fleischer avait toute sa vie travaillé pour des studios étant les concurrents de Disney. Max Fleischer donna à Richard son consentement et chargea son fils de dire de sa part à Disney qu’ils avaient très bon goût en matière de réalisateurs. Bien qu'il semble que techniquement le film ait rencontré plus de difficultés avec le tournage sous-marin, le format CinemaScope a été utilisé pour les scènes de mouvements du sous-marin Nautilus afin de renforcer l'effet dynamique. Ayant réussi avec Vingt Mille Lieues sous les mers, Fleischer aurait encouragé le studio à utiliser le format CinemaScope sur les longs métrages d'animation ; La Belle et le Clochard (1955) alors en production a bénéficié d'une sortie dans ce format.
Au cours de sa carrière, Fleischer a touché à plusieurs genres : film noir (Bodyguard dont le scénario est coécrit par un Robert Altman alors débutant, L'Assassin sans visage, L'Énigme du Chicago Express), péplum (Barabbas), comédie (L'Extravagant Docteur Dolittle), western (Duel dans la boue). Il a également réalisé les films de guerre : Le Temps de la colère sur la guerre de Corée, et Tora ! Tora ! Tora ! sur l'attaque de Pearl Harbor, qui devait initialement être mis en scène par Akira Kurosawa. Il s'est aussi illustré dans la science-fiction.  Outre Vingt mille lieues sous les mers, Fleischer signe Le Voyage fantastique, puis Soleil vert d'après Harry Harrison.  Ce dernier film, dont le ton est assez pessimiste, remporte un grand succès à sa sortie et est aujourd'hui considéré comme un classique du cinéma d'anticipation.
Fleischer fut moins heureux avec ses films biographiques. Che !, film sur Che Guevara réalisée moins de deux ans après la mort du révolutionnaire marxiste, connaît un tournage houleux et un accueil médiocre tandis  que The Incredible Sarah, sur la vie de Sarah Bernhardt, ne fut pas jugé convaincant.
Fleischer s'est aussi livré à la reconstitution de certains faits divers ayant défrayé en leur temps la chronique policière ou judiciaire.  Ainsi, La Fille sur la balançoire relate le scandale que provoqua, dans l'Amérique du début du XXe siècle, l'assassinat de l'architecte Stanford White, événement que l’on retrouve également évoqué dans le Ragtime de Miloš Forman.  Le Génie du mal reconstitue un fait réel arrivé à Chicago en 1924 et qui est également à la base du film La Corde d'Alfred Hitchcock : le meurtre de l’adolescent Bobby Franks par deux fils de bonnes familles et le procès qui s’ensuivit. L'Étrangleur de Boston, un des films les plus célèbres de Fleischer, porte sur la traque du tueur en série Albert DeSalvo.  Enfin, L'Étrangleur de Rillington Place relate une erreur judiciaire survenue en Angleterre au cours des années 1940, l'affaire John Christie.
Fleischer est aussi le réalisateur de deux films en 3 dimensions : Arena en 1953, sur le milieu du rodéo et Amityville 3D - Le démon, en 1983, troisième volet de la série horrifique.
Après Soleil Vert, la carrière de Fleischer connaît un certain essoufflement.  Il obtient un succès certain en 1984 avec Conan le Destructeur, deuxième film du cycle de Conan avec Arnold Schwarzenegger.  Mais la plupart de ses autres films (Ashanti, Kalidor, la légende du talisman) sont accueillis fraîchement.
À l'annonce du décès de Richard Fleischer, le gouverneur de l'État de Californie, Arnold Schwarzenegger, avec qui il avait tourné, lui a rendu hommage, saluant une véritable légende de Hollywood.

## Filmographie

### Années 1940
- 1940-1948 : Flicker Flashbacks (série de courts métrages)
- 1946 : Child of Divorce
- 1947 : Mon chien et moi (Banjo)
- 1948 : Bodyguard
- 1948 : So This Is New York
- 1949 : Make Mine Laughs
- 1949 : L'Assassin sans visage (Follow Me Quietly)
- 1949 : Le Pigeon d'argile (Clay Pigeon)
- 1949 : Le Traquenard (Trapped)

### Années 1950
- 1950 : Armored Car Robbery
- 1951 : Fini de rire (His Kind of Woman) (non crédité)
- 1952 : Sacré printemps... (The Happy Time)
- 1952 : L'Énigme du Chicago Express (The Narrow Margin)
- 1953 : Arena
- 1954 : Vingt Mille Lieues sous les mers (20.000 Leagues Under the Sea)
- 1955 : La Fille sur la balançoire (The Girl in the Red Velvet Swing)
- 1955 : Les Inconnus dans la ville (Violent Saturday)
- 1956 : Bandido caballero ! (Bandido!)
- 1956 : Le Temps de la colère (Between Heaven and Hell)
- 1958 : Les Vikings (The Vikings)
- 1959 : Le Génie du mal (Compulsion)
- 1959 : Duel dans la boue (These Thousand Hills)

### Années 1960
- 1960 : Drame dans un miroir (Crack in the Miror)
- 1961 : Le Grand Risque (The Big Gamble)
- 1962 : Barabbas
- 1966 : Le Voyage fantastique (Fantastic Voyage)
- 1967 : L'Extravagant docteur Dolittle (Doctor Dolittle)
- 1968 : L'Étrangleur de Boston (The Boston Strangler)
- 1969 : Che !

### Années 1970
- 1970 : Tora! Tora! Tora!
- 1971 : L'Étrangleur de Rillington Place (10 Rillington Place)
- 1971 : Les Complices de la dernière chance (The Last Run)
- 1972 : Terreur aveugle (See No Evil ou Blind Terror)
- 1972 : Les flics ne dorment pas la nuit (The New Centurions)
- 1973 : Don Angelo est mort (The Don Is Dead)
- 1973 : Soleil vert (Soylent Green)
- 1974 : Mr. Majestyk
- 1974 : Du sang dans la poussière (The Spikes Gang)
- 1975 : Mandingo
- 1976 : The Incredible Sarah
- 1977 : Le Prince et le Pauvre (The Prince and the Pauper ou Crossed Swords)
- 1979 : Ashanti

### Années 1980
- 1980 : Le Chanteur de jazz (The Jazz Singer)
- 1983 : La Force de vaincre (Tough Enough)
- 1983 : Amityville 3D - Le démon (Amityville 3-D)
- 1984 : Conan le Destructeur (Conan the Destroyer)
- 1985 : Kalidor, la légende du talisman (Red Sonja)
- 1987 : Million Dollar Mystery
- 1989 : L'Appel de l'espace (Call from Space)